# Борут (Церовље)
Борут је насељено место у саставу општине Церовље, Истарска жупанија, Хрватска. До територијалне реорганизације у Хрватској, налазио се у саставу старе општине Пазин.

## Црква
У Боруту постоји црква Св. Миховила из 13. века. Проширена је 1787. године. Недалеко од железничке станице се налази црква Св. Духа коју је обновио Вид Витуловић 1560. године. О томе сведочи глагољски натпис.

## Становништво
На попису становништва 2011. године, Борут је имао 213 становника.

## Попис1991.
На попису становништва 1991. године, насељено место Борут је имало 222 становника, следећег националног састава:
| Попис 1991.‍  | Попис 1991.‍  | Попис 1991.‍ | Попис 1991.‍ | Попис 1991.‍ |
| ------------ | ------------ | ----------- | ----------- | ----------- |
|              |              |             |             |             |
| Хрвати       | Хрвати       |             | 190         | 85,58%      |
| Италијани    | Италијани    |             | 1           | 0,45%       |
| Словенци     | Словенци     |             | 1           | 0,45%       |
| неопредељени | неопредељени |             | 5           | 2,25%       |
| регион. опр. | регион. опр. |             | 23          | 10,36%      |
| непознато    | непознато    |             | 2           | 0,90%       |
| укупно: 222  |              |             |             |             |